# اندره آدی
اِندره آدی (مجاری: Ady Endre؛ زاده ۲۲ نوامبر ۱۸۷۷ – درگذشته ۲۷ ژانویه ۱۹۱۹) شاعر، روزنامه‌نگار مجار در عصر ترقی‌خواهی بود. وی به عنوان بزرگترین شاعر سده بیستم مجارستان شناخته می‌شود. شعرهای وی در مورد پیشرفت جامعه و تجربه‌های جامعه اروپایی مدرن هستند: عشق، عدم قطعیت، ایمان، فردیت، و ملی‌گرایی.